# Toplader

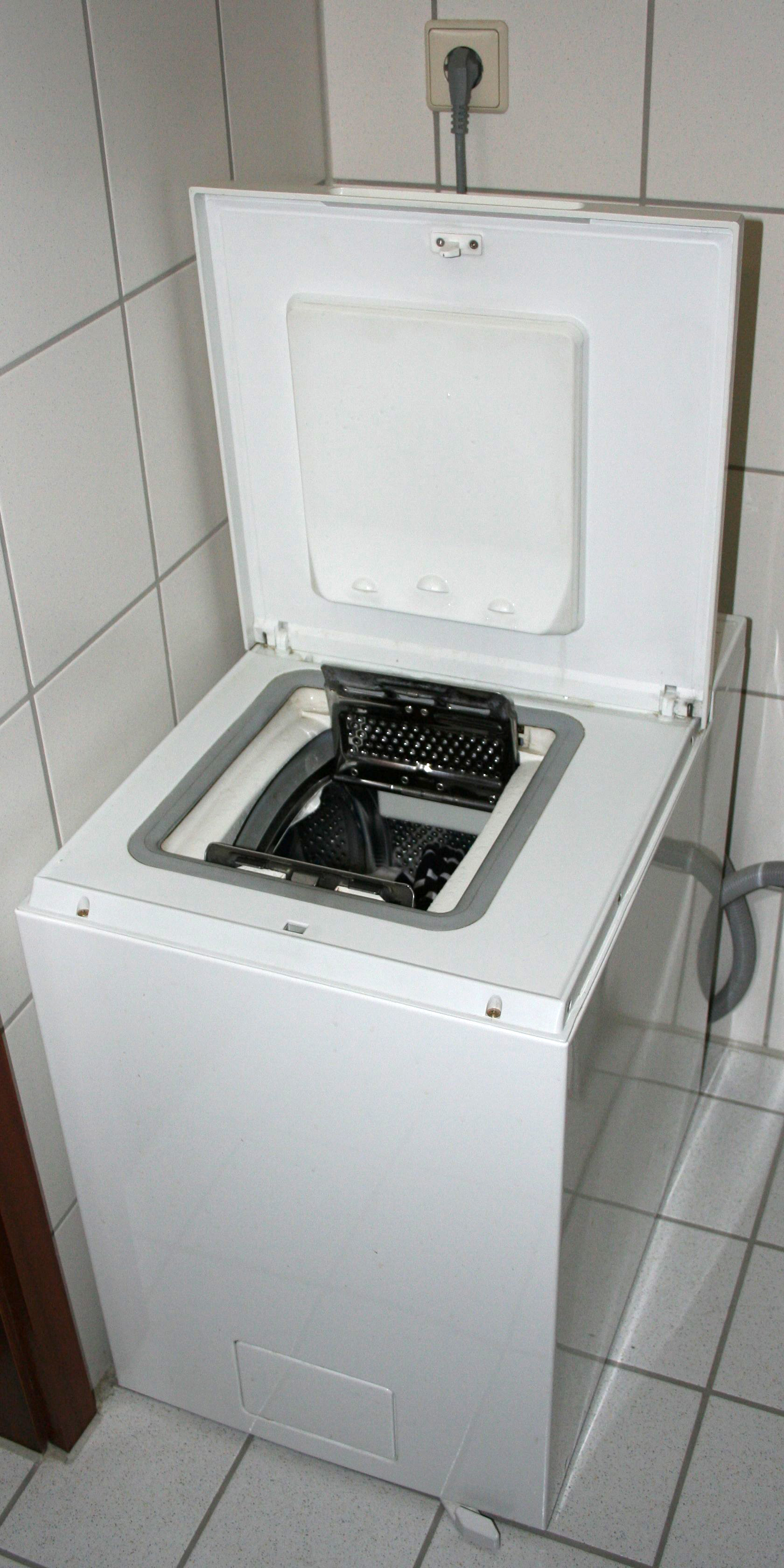
Waschmaschine: Toplader mit geöffneter Klappe

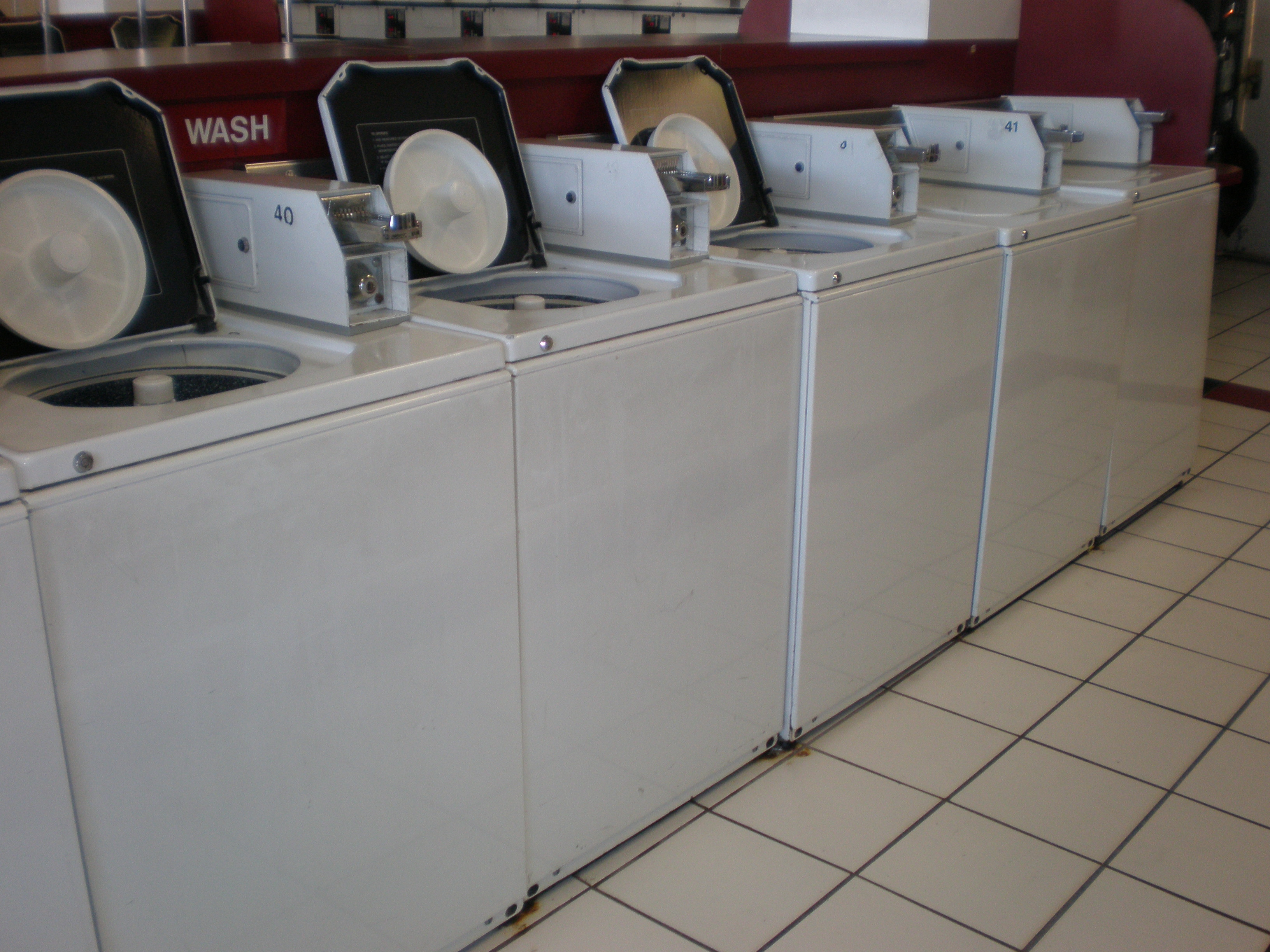
Toploader mit senkrechter Trommel (Bottichwaschmaschinen)

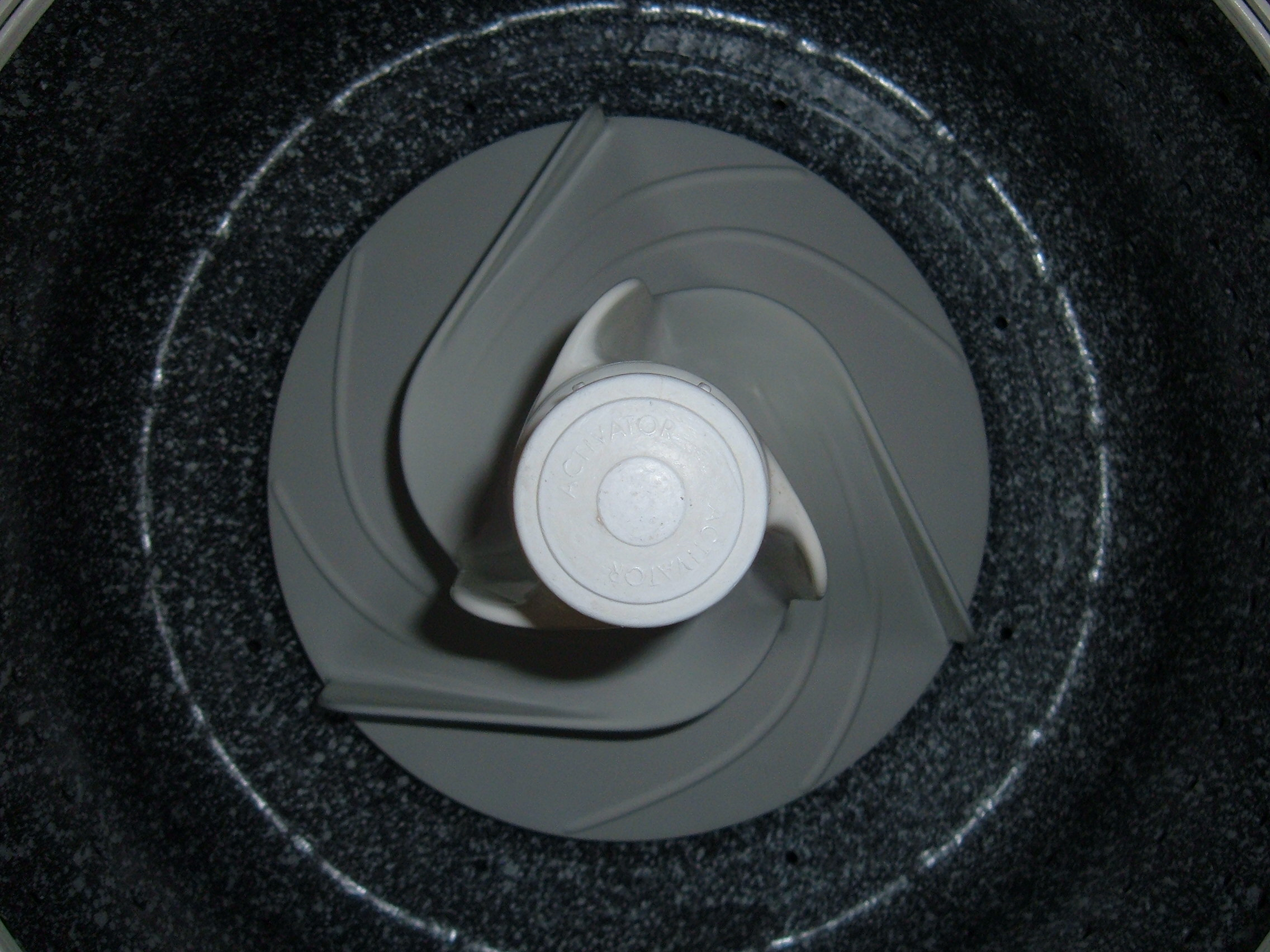
Rührgerät in senkrechter Trommel

Einen Toploader (englisch top „oben“/„Oberseite“; to load „laden“) oder Toplader nennt man eine bestimmte Bauweise von Waschmaschinen oder Trocknern.
Toplader werden – anders als die in Europa weiter verbreiteten Frontlader – nicht von vorne befüllt, sondern von oben. 

## Besonderheiten
In den 50er und 60er Jahren hatte sich noch keine Form der Waschmaschine durchgesetzt, Frontlader, Toplader und Waschbüffet, waren ebenso im Handel erhältlich wie separate Wäscheschleudern.
Die meisten Toplader-Waschmaschinen haben kein Sichtfenster. Sie benötigen meistens weniger Platz als ein Standardgerät, weshalb ein Toplader häufig in kleineren Wohnungen oder Singlehaushalten zum Einsatz kommt. Das Fassungsvermögen ist nicht zwangsläufig geringer als bei Frontlader-Modellen, üblich sind 4,5 bis 5,5 kg Trockenwäsche. Toplader haben in der Regel eine Breite von nur 40–50 cm – bei Frontladern ist die Breite in der Regel 60 cm. Man kann jederzeit Wäschestücke hinzufügen oder entnehmen.
Ein weiterer Vorteil des Topladers ist die austauschbare Abdichtung der Tür sowie die beidseitige Abstützung der Trommel durch Wälzlager.
Oft wird gesagt, dass die Lager eines Topladers eine längere Lebensdauer als die eines Frontladers hätten, da seine Trommel an beiden Enden gelagert ist und nicht nur an einem. Dadurch würden die Lager gleichmäßig belastet. Das ist allerdings typenabhängig; nach Auskunft der Firma Miele sind ihre Toplader nur einseitig gelagert und unterscheiden sich in der Lebensdauer nicht von den Frontladermodellen. Reparaturen an Topladern sind oft teurer, da durch die kompakte Bauweise mehr Zeit in Anspruch genommen wird. Der Marktanteil von Topladern ist in den neuen Bundesländern höher als in den alten. Toplader werden nur in geringen Stückzahlen verkauft, daher sind die Geräte teurer als vergleichbare Frontlader. Die Modellvielfalt ist kleiner und technische Neuerungen werden oft erst mit ein paar Jahren Verzögerung angeboten.
Die außerhalb Europas (früher auch in Deutschland) verbreiteten Bottichwaschmaschinen können ebenfalls als Toplader bezeichnet werden.